# 沪广高速动车组列车
沪广高速动车组列车是中华人民共和国中国铁路高速运行于直辖市上海市上海虹桥站/上海南站及广东省省会广州市广州南站/广州站/广州东站的高速动车组列车，途经上海、江苏、浙江、安徽、江西、湖南、广东六省一市。自2014年12月10日起随沪昆高速铁路杭长段开通而开行的列车。
目前沪广间每日开行七对列车，其中G799/800、G817/820、G1305/1306、G3073/3078次由上海局集团上海客运段/合肥客运段担当，G818/821、G819/822、G3087/3068次列车由广州局集团广九客运段/长沙客运段担当。

## 历史
2014年12月10日，配合沪昆客运专线杭州至长沙段通车，上海铁路局和广铁集团分别增开往返上海虹桥站和广州南站的高速动车组。其中，上海铁路局增开的高速动车车次分别为：G85/1306次、G1303/1302次，广铁集团增开的高速动车车次分别为：G86/1305次、G1304/1301次高速动车组。
2018年7月1日，配合广深港高铁福田至香港西九龙段即将通车，G1303/1302次列车更改车次为G99/100次并调整运行时刻。同年9月23日，广深港高铁福田至香港西九龙段正式通车，G99/100次列车经广深港高铁延长至香港西九龙站始发终到。
2020年7月1日，配合沪苏通铁路正式通车，G1304/1301次列车经沪苏通铁路、宁启铁路延长至南通站始发终到，车次更改为G1302/1303、G1304/1301次。
2022年6月20日，配合京广高铁北段运行图重排，原G85次更改车次为G817次，原G86次更改车次为G818次。
2024年6月15日，应全国铁路调图及京广高速铁路武广段提速，G1305和G1306两车次分别改为G819和G820，并减少中途停站，G817和G818两“大站车”则增加停靠衡阳东站，上述列车于京广高速铁路武广段按最高时速350km/h运行。
2025年1月5日，全国铁路一季度调图，由杭州西站的G3073/3078次途经滬苏湖城际铁路延长至上海虹桥站，并新增上海南至广州东之间的G1305/1306、G3087/3068次两对列车。
2025年7月1日，应全国铁路调图及沪昆高速铁路杭长段提速，新增上海虹桥至广州东之间的G799/800次列车，原G819次改为G821次，原上海虹桥至长沙南G1350/1353次延长至上海虹桥至广州南/广州，车次改为G822/819次，并优化运行图，调整停站。本次调图后上述列车与原有的G817/820、G818次列车于沪昆高速铁路杭长段均按最高时速350km/h运行。

## 使用列车

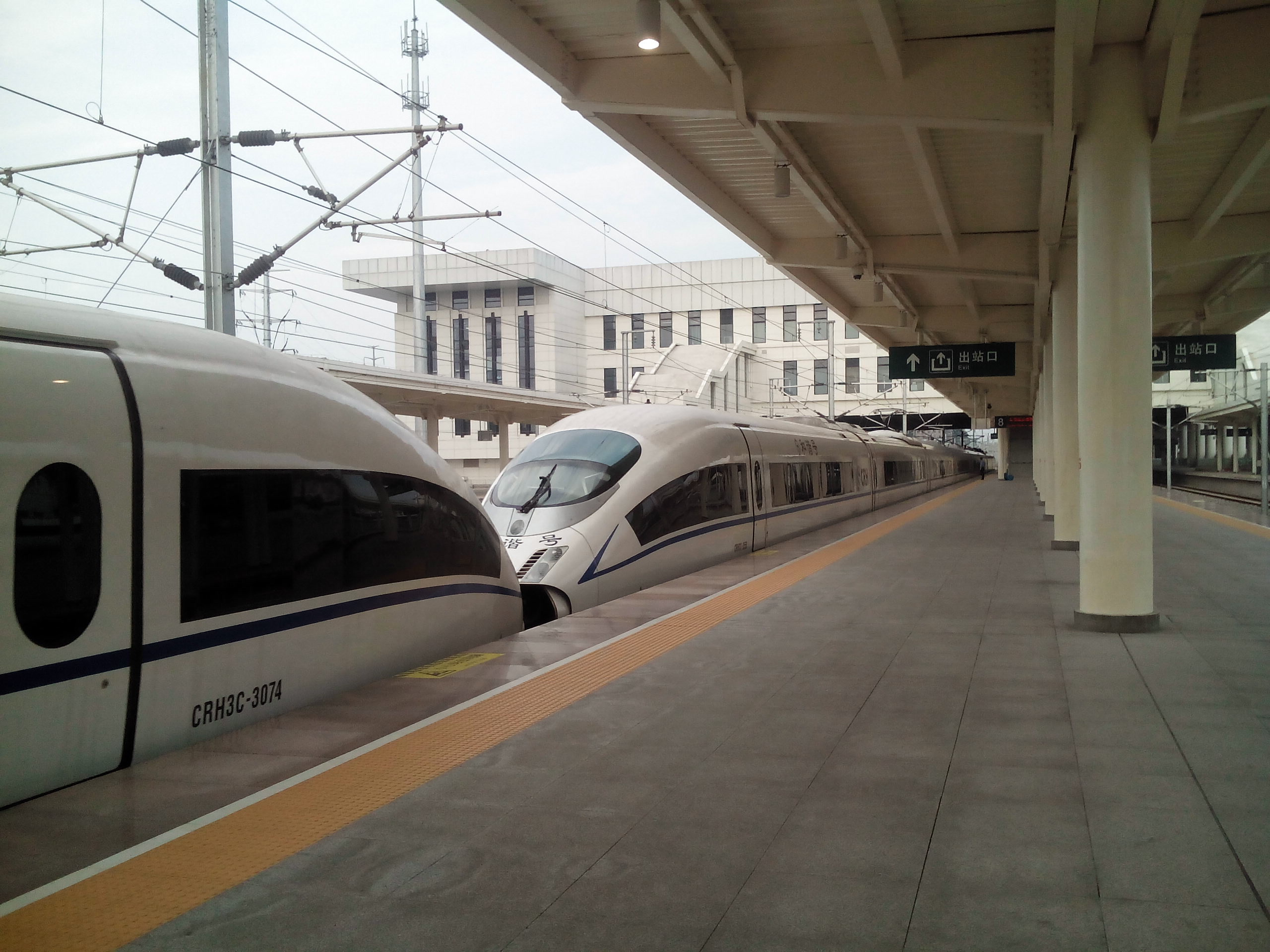
CRH3C担当的原G1305次（现G821次）列车于沪昆高速铁路金华站（2015年）

主要使用CR400AF、CR400AF-A、CR400BF-A、CR400BF-AS、CR400BF-S、CRH380BL等列车。